# جامعة إقليم الباسك
جامعة إقليم الباسك (Euskal Herriko Unibertsitatea) هي جامعة عامة في إسبانيا، أُسِّسَت سنة 1980. تقع في منطقة إقليم الباسك.

## إحصائيات
يبلغ عدد طلاب الجامعة 44921 طالب، منهم 2895 طالب دراسات عليا.